# Microxarxa
Una microxarxa és un grup local de fonts d'electricitat de generació descentralitzada. Segons el cas, pot funcionar en mode insular o connectada i sincronitzada amb la xarxa sincronitzada de transport i distribució de corrent. Podria ser l'inici d'un canvi de model de subministrament d'energia: del model de poques centrals elèctrics centralitzat a una teranyina de microxarxes, amb una reducció del cost del transport i del risc d'avaria major.
Fins fa poc, les microxarxes servien sobretot per tenir solucions de recanvi per a instal·lacions vitals: hospitals, magatzems refrigerats, serveis de securitat… en cas d'interrupció o d'avaria a la macroxarxa, més sovint amb generador amb combustible fòssil com el dièsel. L'augment de la producció descentralitzada d'energia renovable obre perspectives noves per la creació de xarxes locals. És a més una solució per proveir d'electricitat poblacions aïllades de manera autònoma. A més, el cost de la producció local prop del lloc de consum baixa cada dia i sovint pot ser inferior al preu de la llum distribuïda. Ara la revolució digital, la intel·ligència artificial i la millora qualitat i capacitat dels sistemes d'emmagatzematge es fan possible de subministrar un corrent estable a un preu assequible mitjançant una xarxa intel·ligent, cosa que abans només era possible amb grans instal·lacions centralitzades, propietat de les grans companyies energètiques. Per instal·lacions vitals, es fan servir cada dia més sistemes híbrids (renovable/dièsel) i intel·ligents per tal de millorar-ne l'estabilitat, la continuat i l'eficiència.
Com que els consumidors participen en el cost de la macroxarxa de distribució, a molts països les microxarxes altres que per a l'autoconsum, són prohibides o sotmesos a restriccions dràstiques, segons els uns per garantir la qualitat de la xarxa general i l'estabilitat del subministrament per a tots, segons els altres una protecció amagada del monopoli de fet de les grans elèctriques. L'octubre 2018 el govern de Valònia va ser un dels primers per canviar la llei i possibilitar microxarxes col·lectius. Aquest canvi haurà de permetre, per exemple, a un consorci de llogaters d'explotar junts una instal·lació fotovoltaïca, a uns empresaris a un polígon industrial de connectar els seus generadors o a una immobiliària de construir un barri amb energia renovable local. Una microxarxa compartida entre alguns actors de proximitat és més eficient i costa menys que una instal·lació d'autoconsum individual. L'abril 2019, l'Estat espanyol també va adaptar les regles per a les microxarxes i va introduir en la llei el concepte i les regles d'«autoconsum col·lectiu».

## Projectes destacats
- Illa solar de Shioashiya (Hioashiya Solar Shima - 2017) a proximitat de Kobe al Japó: un conjunt energèticament autosuficient de cent disset habitatges connectats en una microxarxa.[13]
- Microxarxa experimental a l'Institut de Recerca en Energia de Catalunya (2012)[3]
- Vallfogona del Ripollès (2014): instal·lació experimental en medi rural amb una microxarxa que integra energia solar, eòlica, hidràulica i biomassa i fa servir la xarxa elèctrica per a la transmissió de dades i la telefonia.[14][15]